# Кастро, Эстебан Фернандес де
Эстебан Фернандес де Кастро (умер после 1291 года) — кастильский аристократ из дома Кастро, сын Фернана Гутьерреса де Кастро и Милии Иньигес де Мендоса. Сеньор де Лемос и Саррия, старший пертигеро Сантьяго-де-Компостела, старший аделантадо Галисии.

## Биография
Дата его рождения неизвестна. Второй сын Фернана Гутьерреса де Кастро (ок. 1180 — ок. 1240), королевского знаменосца, и Милии Иньигес де Мендосы. Внук по отцовской линии Гутьерре Родригеса де Кастро и Эльвиры Осорио, а по материнской лини — Иньиго Лопеса де Мендосы, сеньора де Льодио.
У него было несколько родных и сводных братьев и сестер, в том числе старший, Андрес Фернандес де Кастро (?- 1265), главный аделантадо Галисии.
В 1272 году Эстебан Фернандес де Кастро принял участие вместе с инфантом Филиппом Кастильским и другими магнатами в восстании знати против короля Кастилии Альфонсо X. Прежде чем восстание вспыхнуло, оно начало проявляться в неуважении, которое некоторые аристократы, среди которых был инфант Филипп, проявили к королю, поскольку они отказались прибыть в Севилью со своими военными отрядами, чтобы помочь инфанту Фердинанду Де Ла Серда, который сражался с мусульманами. В восстании принимал эмир Гранады Мухаммад I аль-Галиб, который стремился ослабить Кастильское королевство. На кортесах в Бургосе в 1272 году Альфонсо X, который осмелился вести переговоры с дворянами, санкционировал заключение брака между Эстебаном Фернандесом де Кастро с своей кузиной Альдонсой, дочерью Родриго Альфонсо и внучкой короля Леона Альфонсо IX.
После кортесов в Бургосе 1272 года, на которых казалось, что король Кастилии достиг соглашения с крупными кастильским магнатами, были прерваны переговоры восставших дворян против короля Кастилии, среди которых находился Эстебан Фернандес де Кастро. Мятежники прибыли в Гранадский эмират, где были встречены со всеми почестями эмиром Мухаммадом I. В городе Сабиоте было заключено соглашение между Гранадским эмиратом и восставшими кастильскими магнатами. Союзники обязались оказывать друг другу помощь против короля Альфонсо X, пока король не согласится на их требования. Прежде чем отправиться в Гранаду, восставшие магнаты разграбили кастильскую территорию, украли скот и опустошили некоторые территории, несмотря на то, что король послал к ним гонцов с письмом, в котором напоминал восставшим о милостях, которые они получили от короля, а также об их измене, нарушив свои обязательства в качестве вассалов перед государем.
В конце 1272 года королю Кастилии Альфонсо X стало известно, что его брат инфант Филипп тайно ведет переговоры с королем Наварры, чтобы тот участвовал в войне против королевства Кастилии и Леона. Среди тех, кто участвовал в переговорах с королем Наварры, был Эстебан Фернандес де Кастро, который упрекал короля в отказе передать ему свою жену Альдонсу, удерживаемую королем, и претендовавший на должность старшего аделантадо Галиции, который он занимал с 1266 года.
В начале 1273 года, находясь в городе Толедо, Альфонсо X Мудрый возобновил переговоры с мятежными магнатами и согласился на большинство их требований. Среди мятежников находился был Эстебан Фернандес де Кастро, претендовавший на 3000 мараведи от Мартина Альфонсо де Леона, незаконнорожденного сына короля Альфонсо IX.
В 1273 году была ликвидирована должность старшего аделантадо Галисии, которую занимал Эстебан Фернандес де Кастро. В 1276 году Эстебан был назначен пертигеро (церковным офицером) Сантьяго-де-Компостела, а через два года, в 1278 году, стал старшим мерино Галисии.
В 1282 году Эстебан Фернандес де Кастро, который во время гражданской войны в Кастилии поддерживал сторону инфанте Санчо, сражавшегося со своим отцом Альфонсо X, был вознагражден инфантом Санчо, который передал ему арендную плату, полученную от трехлетней аренды терций епископств Самора, Саламанка, Сьюдад-Родриго и Кория.
Эстебан Фернандес де Кастро скончался после июня 1291 года, потому что в этом году он вручил письмо от имени своего сына Фернандо для Виоланты Санчес Кастильской, незаконнорожденной дочери короля Кастилии Санчо IV и жены его сына.

## Брак и потомство
Эстебан Фернандес де Кастро женился на Альдонсе Родригес де Леон (ок. 1250 — до июня 1287), дочери Родриго Альфонсо де Леона (ок. 1214 — ок. 1268) и внучке короля Леона Альфонсо IX. У супругов был один сын:
- Фернандо Родригес де Кастро (1280—1304), сеньор де Лемос, Саррия, Кабрера и Рибера, главный аделантадо Галисии, главный пертигеро Сантьяго-де-Компостела. Он женился на Виоланте Санчес де Кастилья, незаконнорожденной дочери Санчо IV Кастилии. Они стали родителями Педро Фернандеса де Кастро «эль-де-ла-Герра». Он скончался в 1304 году в ходе боя в Галисии против инфанта Филиппа Кастильского, брата короля Фердинанда IV.